# العلاقات الفلبينية التشيلية
العلاقات الفلبينية التشيلية هي العلاقات الثنائية التي تجمع بين الفلبين وتشيلي.

## مقارنة بين البلدين
هذه مقارنة عامة ومرجعية للدولتين:
| وجه المقارنة                                              | الفلبين                       | تشيلي                         |
| --------------------------------------------------------- | ----------------------------- | ----------------------------- |
| المساحة (كم2)                                             | 343.45 ألف                    | 756.10 ألف                    |
| عدد السكان (نسمة)                                         | 104.92 مليون                  | 17.37 مليون                   |
| الكثافة السكانية (ن./كم²)                                 | 305.49                        | 22.97                         |
| العاصمة                                                   | مانيلا                        | سانتياغو                      |
| اللغة الرسمية                                             | اللغة الفلبينية، لغة إنجليزية | اللغة الإسبانية               |
| العملة                                                    | بيسو فلبيني                   | بيزو تشيلي، وحدة حساب تشيلية ‏ |
| الناتج المحلي الإجمالي (بليون دولار)                      | 313.60 مليار                  | 277.08 مليار                  |
| الناتج المحلي الإجمالي (تعادل القوة الشرائية) بليون دولار | 743.90 مليار                  | 419.39 مليار                  |
| الناتج المحلي الإجمالي الاسمي للفرد دولار أمريكي          | 2.90 ألف                      | 13.42 ألف                     |
| الناتج المحلي الإجمالي للفرد دولار أمريكي                 | 7.39 ألف                      | 22.07 ألف                     |
| مؤشر التنمية البشرية                                      | 0.668                         | 0.832                         |
| رمز المكالمات الدولي                                      | +63                           | +56                           |
| رمز الإنترنت                                              | .ph                           | .cl                           |
| المنطقة الزمنية                                           | توقيت الفلبين                 | 00، 00، 00، 00                |

## مدن متوأمة
في ما يلي قائمة باتفاقيات التوأمة بين مدن فلبينية وتشيلية:
- ترتبط مانيلا مع سانتياغو باتفاقية توأمة منذ 1966.[17][17][17]

## منظمات دولية مشتركة
يشترك البلدان في عضوية مجموعة من المنظمات الدولية، منها:
| علم المنظمة | اسم المنظمة                                      | تاريخ انضمام الفلبين | تاريخ انضمام تشيلي |
| ----------- | ------------------------------------------------ | -------------------- | ------------------ |
|             | وكالة ضمان الاستثمار متعدد الأطراف               | 8 فبراير 1994        | 12 أبريل 1988      |
|             | منظمة الشرطة الجنائية الدولية                    | ?                    | ?                  |
|             | منتدى التعاون الاقتصادي لدول آسيا والمحيط الهادئ | 6 نوفمبر 1989        | 11 نوفمبر 1994     |
|             | منظمة حظر الأسلحة الكيميائية                     | ?                    | ?                  |
|             | منظمة التجارة العالمية                           | 1995                 | ?                  |
|             | الفريق المعني برصد الأرض                         | ?                    | ?                  |
|             | الأمم المتحدة                                    | 24 أكتوبر 1945       | 24 أكتوبر 1945     |
|             | مؤسسة التمويل الدولية                            | 12 أغسطس 1957        | 15 أبريل 1957      |
|             | يونسكو                                           | 21 نوفمبر 1946       | 7 يوليو 1953       |
|             | مؤسسة التنمية الدولية                            | 28 أكتوبر 1960       | 30 ديسمبر 1960     |
|             | البنك الدولي للإنشاء والتعمير                    | 27 ديسمبر 1945       | 31 ديسمبر 1945     |
|             | المنظمة الهيدروغرافية الدولية                    | ?                    | ?                  |
|             | الاتحاد البريدي العالمي                          | ?                    | ?                  |
|             | المركز الدولي لتسوية المنازعات الاستشارية        | 17 ديسمبر 1978       | 24 أكتوبر 1991     |
|             | الاتحاد الدولي للاتصالات                         | 25 مايو 1912         | 1908               |

## وصلات خارجية
- موقع وزارة الخارجية الفلبينية
- موقع وزارة الخارجية التشيلية